# Canadá en los Juegos Olímpicos de París 1900
Canadá estuvo representado en los Juegos Olímpicos de París 1900 por un total de 4 deportistas que compitieron en atletismo.  

## Medallistas
El equipo olímpico canadiense obtuvo las siguientes medallas:
| Nombre       | Deporte   | Competición             |
| ------------ | --------- | ----------------------- |
| Oro          |           |                         |
| George Orton | Atletismo | 2500 m con obstáculos M |
| Plata        |           |                         |
| —            |           |                         |
| Bronce       |           |                         |
| George Orton | Atletismo | 400 m vallas M          |